# Serena Di Fabio
Serena Di Fabio (23 novembre 2007) è una marciatrice italiana, campionessa europea under 18 della 5000 m su pista a Banská Bystrica 2024 e vicecampionessa europea under 20 della 10000 m su pista a Tampere 2025.

## Record nazionali
Juniores (under 20)
- Marcia 3000 metri indoor: 12'46"60 ( Ancona, 21 gennaio 2025)
- Marcia 10000 metri: 43'56"25 ( Tampere, 9 agosto 2025)
- Marcia 10 km su strada: 44'08" ( Poděbrady, 18 maggio 2025)
- Marcia 20 km su strada: 1h34'12" ( Sant'Alessio Siculo, 30 marzo 2025)

Allieve (under 18)
- Marcia 3000 metri indoor: 13'19"92 ( Ancona, 17 gennaio 2024)
- Marcia 5000 metri: 21'50"80 ( Banská Bystrica, 19 luglio 2024)
- Marcia 10 km su strada: 46'12" ( Adalia, 21 aprile 2024)

## Palmarès
| Anno | Manifestazione | Sede            | Evento         | Risultato | Prestazione | Note                                   |
| ---- | -------------- | --------------- | -------------- | --------- | ----------- | -------------------------------------- |
| 2023 | EYOF           | Maribor         | Marcia 5000 m  | 5ª        | 23'30"45    | Miglior prestazione personale          |
| 2024 | Europei U18    | Banská Bystrica | Marcia 5000 m  | Oro       | 21'50"80    | Miglior prestazione nazionale under 18 |
| 2025 | Europei U20    | Tampere         | Marcia 10000 m | Argento   | 43'56"25    | Miglior prestazione nazionale under 20 |

## Campionati nazionali
2023
- Argento ai campionati italiani allievi, marcia 5000 m - 24'20
- Oro ai campionati italiani allievi su strada, marcia 10 km - 49'07

2024
- Oro ai campionati italiani allievi indoor, marcia 3000 m - 13'25"02
- Oro ai campionati italiani allievi su strada, marcia 10 km - 48'25
- Oro ai campionati italiani allievi, marcia 5000 m - 22'16"77

2025
- Oro ai campionati italiani allievi indoor, marcia 3000 m - 12'46"60
- Oro ai campionati italiani juniores su strada, marcia 20 km - 1h34'12
- Bronzo ai campionati italiani assoluti su strada, marcia 20 km - 1h34'12

## Altre competizioni internazionali
2024
- 7ª ai Mondiali a squadre di marcia ( Adalia), marcia 10 km - 46'12"
- Bronzo ai Mondiali a squadre di marcia ( Adalia), gara a squadre - 11 p.

2025
- Bronzo agli Europei a squadre di marcia ( Poděbrady), marcia 10 km - 44'08"
- Bronzo agli Europei a squadre di marcia ( Poděbrady), gara a squadre - 12 p.